# Stanisław Lam
Stanisław Lam (ur. 2 kwietnia 1891 roku w Tarnopolu, zm. 5 marca 1965 roku w Paryżu) – dr filozofii, polski wydawca, publicysta, encyklopedysta, krytyk i historyk literatury.

## Życiorys
Studia i doktorat uzyskał na Uniwersytecie Lwowskim. 
Był redaktorem kilku polskich gazet. W 1919 roku był redaktorem Przeglądu Księgarskiego, w 1919–1920 był współredaktorem Dziennika Powszechnego, a w latach 1920–1924 Tygodnika Ilustrowanego oraz Naokoło świata.
Angażował się również w działalność wydawniczą: w Wydawnictwie Towarzystwa im. Piotra Skargi, Wydawnictwie Macierzy Polskiej we Lwowie (1912–1916), w Wydawnictwie Polskim R. Wegnera (1919–1924). W latach 1924–1939 był redaktorem naczelnym Księgarni Wydawniczej Trzaska, Evert i Michalski, w której zredagował i opublikował wiele ważnych dla kultury polskiej wydawnictw książkowych i encyklopedycznych jak dwutomowa Encyklopedia staropolska , sześciotomowa Ilustrowana Encyklopedia TEM i inne .

### II wojna światowa
W czasie II wojny światowej przebywał we Francji; był również wówczas więziony w obozach hitlerowskich. Od 1944 roku sprawował funkcję kierownika Księgarni Polskiej w Paryżu. Mieszkając w Paryżu gromadził materiały do wydawnictwa Słownik biograficzny Polaków w świecie.
Był członkiem Polskiego Towarzystwa Naukowego na Obczyźnie (od 1960).
Pochowany na Cmentarzu Les Champeaux w Montmorency.
Grób Stanisława Lama.

## Dzieła
Opublikował:
- Ilustrowana Encyklopedia TEM, redaktor naczelny, (1925–1932)[2] ,
- Encyklopedia powszechna w dwu tomach Trzaski, Everta i Michalskiego, red. nacz., (1932–1933)[5] [2] ,
- Encyklopedia staropolska, red. nacz., (1935)[1] [2] ,
- Encyklopedia Powszechna Dla Wszystkich, red. nacz., (1936),
- Życie wśród wielu, wspomnienia (1968)[6] .